# Подшентюр
Подшентюр (на словенски: Podšentjur) е село в Словения, регион Средна Словения, община Лития. Според Националната статистическа служба на Република Словения през 2015 г. селото има 125 жители.